# مارتن (سلوفاكيا)
مارتن Martin مدينة في شمال سلوفاكيا، تقع على نهر توريتس في سفح جبال فاترا الصغرى قرب مدينة جيلينا. يبلغ عدد سكانها 59 ألف نسمة، وهي ثامن أكبر مدينة في سلوفاكيا. وهي مركز إقليم توريتس ومقاطعة مارتن.

## المناخ
يظهر الجدول التالي التغييرات المناخية على مدار السنة لمارتن:
| البيانات المناخية لـمارتن         | البيانات المناخية لـمارتن | البيانات المناخية لـمارتن | البيانات المناخية لـمارتن | البيانات المناخية لـمارتن | البيانات المناخية لـمارتن | البيانات المناخية لـمارتن | البيانات المناخية لـمارتن | البيانات المناخية لـمارتن | البيانات المناخية لـمارتن | البيانات المناخية لـمارتن | البيانات المناخية لـمارتن | البيانات المناخية لـمارتن | البيانات المناخية لـمارتن |
| الشهر                             | يناير                     | فبراير                    | مارس                      | أبريل                     | مايو                      | يونيو                     | يوليو                     | أغسطس                     | سبتمبر                    | أكتوبر                    | نوفمبر                    | ديسمبر                    | المعدل السنوي             |
| --------------------------------- | ------------------------- | ------------------------- | ------------------------- | ------------------------- | ------------------------- | ------------------------- | ------------------------- | ------------------------- | ------------------------- | ------------------------- | ------------------------- | ------------------------- | ------------------------- |
| متوسط درجة الحرارة الكبرى °م (°ف) | 0 (33)                    | 3 (38)                    | 8 (47)                    | 14 (58)                   | 20 (68)                   | 22 (72)                   | 25 (76)                   | 25 (77)                   | 20 (67)                   | 14 (58)                   | 6 (44)                    | 1 (35)                    | 13 (56)                   |
| متوسط درجة الحرارة الصغرى °م (°ف) | −5 (22)                   | −5 (23)                   | −1 (30)                   | 3 (37)                    | 8 (46)                    | 10 (51)                   | 12 (54)                   | 12 (53)                   | 9 (47)                    | 5 (41)                    | 0 (33)                    | −4 (26)                   | 4 (39)                    |
| الهطول سم (إنش)                   | 2.85 (1.12)               | 2.67 (1.05)               | 3.10 (1.22)               | 4.08 (1.61)               | 4.82 (1.90)               | 6.99 (2.75)               | 6.84 (2.69)               | 5.19 (2.04)               | 4.74 (1.87)               | 4.19 (1.65)               | 3.91 (1.54)               | 3.42 (1.35)               | 52.8 (20.79)              |
| المصدر: MSN Weather               |                           |                           |                           |                           |                           |                           |                           |                           |                           |                           |                           |                           |                           |

## توأمة
لمارتن (سلوفاكيا) اتفاقيات توأمة مع كل من:
- كاليش
- غوتا
- باتشكي بيتروفاتس
- بالاشيكا (10 سبتمبر 2016 - )
- يتشين
- بيكيسكسابا

## أعلام
- إلينا ماروثي سولتيسوفا
- لوكاس كوزاك
- فيرديناند تشاتلوش
- جوليوس كوروستليف
- فلاديمير دفوراك